# Joakim Ernst av Brandenburg-Ansbach
Joakim Ernst av Brandenburg-Ansbach, född 22 juni 1583 i Cölln an der Spree, död 7 mars 1625 i Ansbach, var regerande markgreve av Brandenburg-Ansbach från 1603 till sin död.

## Biografi

### Bakgrund och uppväxt
Joakim Ernst tillhörde den brandenburgska grenen av huset Hohenzollern och var son till kurfurst Johan Georg av Brandenburg och dennes tredje hustru Elisabet av Anhalt-Zerbst. Efter att den äldre Ansbach-Jägerndorfska linjen av huset Hohenzollern utslocknat på manssidan med Georg Fredrik I av Brandenburg-Ansbach, kom Joakim Ernst att grunda den yngre Brandenburg-Ansbachlinjen.

### Arvsföljd
Joakim Ernsts föregångare, Georg Fredrik, hade reglerat arvsföljden före sin död genom husfördraget i Gera 1598, till förmån för de yngre sönerna till Johan Georg av Brandenburg. Genom fördragets bestämmelser kunde Joakim Ernst ärva Brandenburg-Ansbach, medan hans bror Kristian ärvde det angränsande furstendömet Brandenburg-Kulmbach, från denna tid även kallat Brandenburg-Bayreuth efter att residenset flyttats till Bayreuth.

### Evangeliska unionen

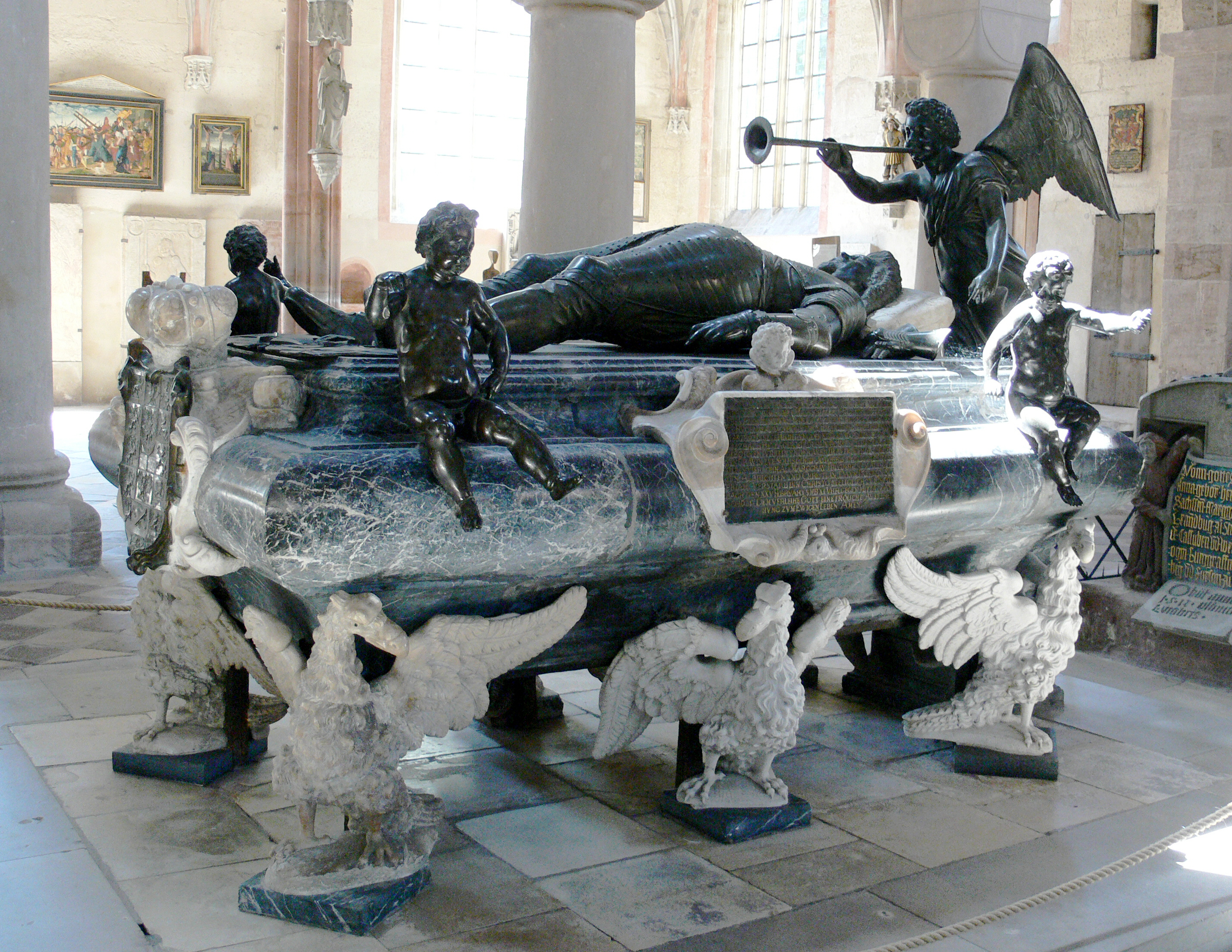
Joakim Ernsts gravmonument i Heilsbronns klosterkyrka.

Under det tidiga 1600-talets religiösa konflikter sökte sig Joakim Ernst huvudsakligen till den protestantisk-kalvinistiska sidan, och stödde därför också Nederländernas självständighetskamp. Han deltog aktivt i uppkomsten av den protestantiska Evangeliska unionen, som grundades 1608 vid ett möte på Brandenburg-Ansbachs territorium, i det sekulariserade klostret i Auhausen nära Nördlingen. På grund av det kejserliga lägrets militära överlägsenhet kom unionen dock att lösas upp 1621, efter trettioåriga krigets utbrott. Joakim Ernst gjordes av det katolska partiet personligen medansvarig för krigsutbrottet och kom därefter att i stor utsträckning distansera sig från sina tidigare allierade.

## Familj
Joakim Ernst gifte sig 1612 med Sofia av Solms-Laubach (1594–1651). I äktenskapet föddes följande barn:
- Sofia av Brandenburg-Ansbach, gift 1641 med arvfurst Erdmann August av Brandenburg-Bayreuth
- Fredrik III av Brandenburg-Ansbach (1616–1634), markgreve av Brandenburg-Ansbach
- Albrekt (född och död 1617)
- Albrekt II av Brandenburg-Ansbach (1620–1667), markgreve av Brandenburg-Ansbach, gift
  - 1) 1642 med Henriette Luise av Württemberg-Mömpelgard (1623–1650)
  - 2) 1651 med Sofia Margareta av Oettingen (1634–1664)
  - 3) 1665 med Christine av Baden-Durlach (1645–1705)
- Kristian (1623–1633)